# مرسدس-بنز ئی‌کیوسی
مرسدس-بنز ئی‌کیوسی (ان۲۹۳) یک اس‌یووی الکتریکی لوکس است که توسط مرسدس-بنز ساخته شده‌است. این خودرو نخستین عضو خانواده خودروهای برقی مرسدس-بنز ئی‌کیو است که طیف وسیعی از این خودروها را شامل می‌شود و تا سال ۲۰۲۲ شامل ۱۰ مدل جدید خواهد شد.

## تاریخچه
مرسدس-بنز ئی‌کیوسی بر اساس مدل Generation EQ است که در نمایشگاه خودروی پاریس ۲۰۱۶ پرده برداری شد. نسخهٔ تولید نهایی در سوئد در تاریخ ۴ سپتامبر ۲۰۱۸ آشکار شد و در نمایشگاه اتومبیل پاریس ۲۰۱۸ رونمایی شد.

## طراحی
ئی‌کیوسی برپایهٔ مدل جی‌ال‌سی بوده و طراحی آن از نوع چهار چرخ محرک است. ئی‌کیوسی یک خودروی پنج نفره است که صندوق عقب آن ۵۰۰ لیتر (۱۸ فوت مکعب) گنجایش دارد.
ئی‌کیوسی۴۰۰ ۴ماتیک دارای ۲ موتور الکتریکی بر روی محور جلو و عقب به توان کلی ۳۰۰ کیلووات (۴۰۲ اسب بخار) است. حداکثر سرعت این خودرو نیز ۱۸۰ کیلومتر بر ساعت (۱۱۲ مایل بر ساعت) می‌باشد.
بسته باتری ۸۰ کیلووات ساعت این خودرو دارای طراحی مدولار است و شامل ۳۸۴ باتری لیتیم-یون است و از طریق یک شارژر سریع DC می‌توان آن را در ۴۰ دقیقه از ۱۰ درصد به ۸۰ درصد شارژ کرد.
پدال‌های تعویض دنده در پشت فرمان این خودرو توانایی این را دارند که سطح‌های مختلفی از بازیابی انرژی ترمز را انجام دهند.

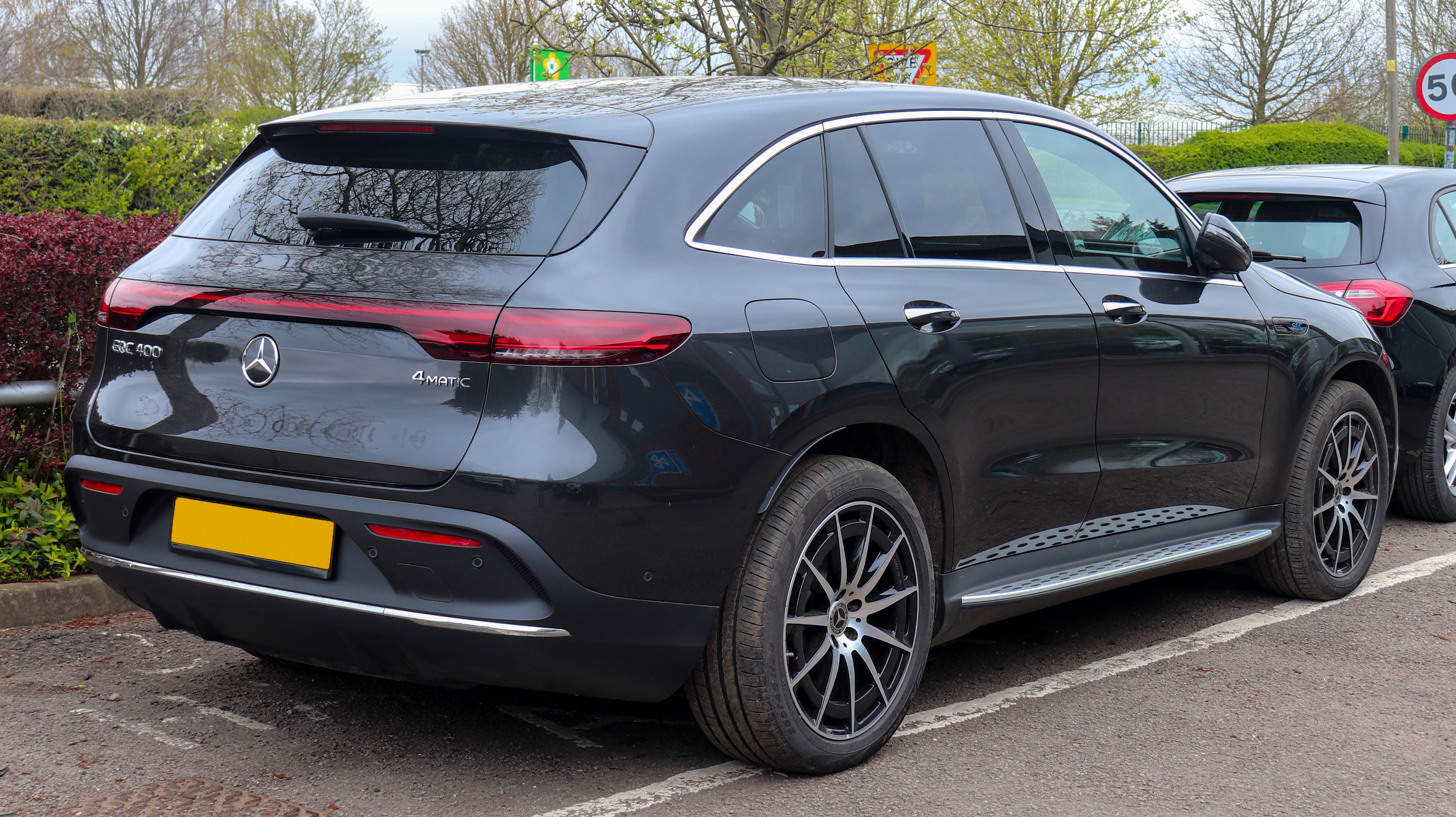
ئی‌کیوسی۴۰۰ آام‌گ لاین ۴ماتیک
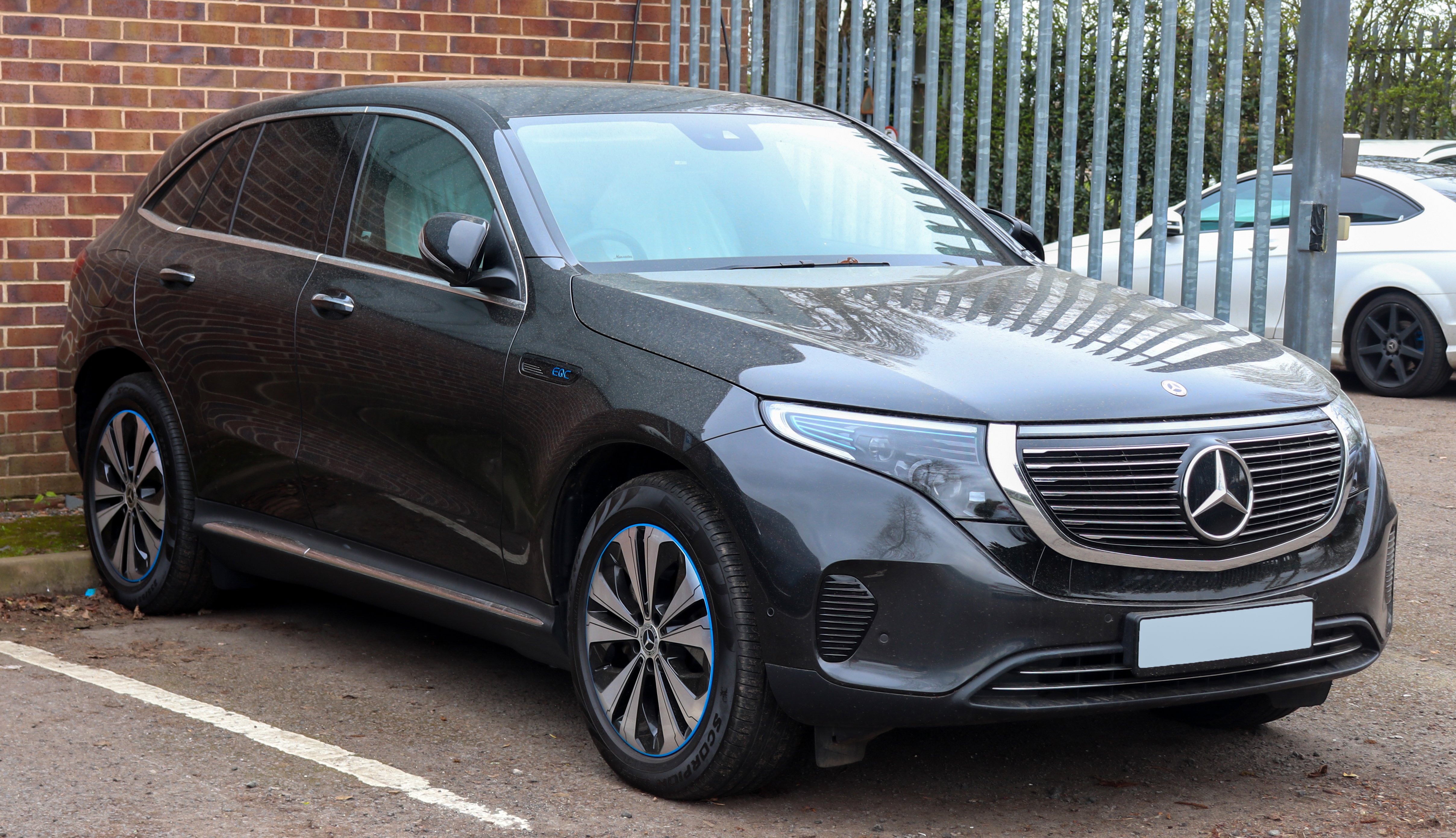
ئی‌کیوسی۴۰۰ اسپورت ۴ماتیک
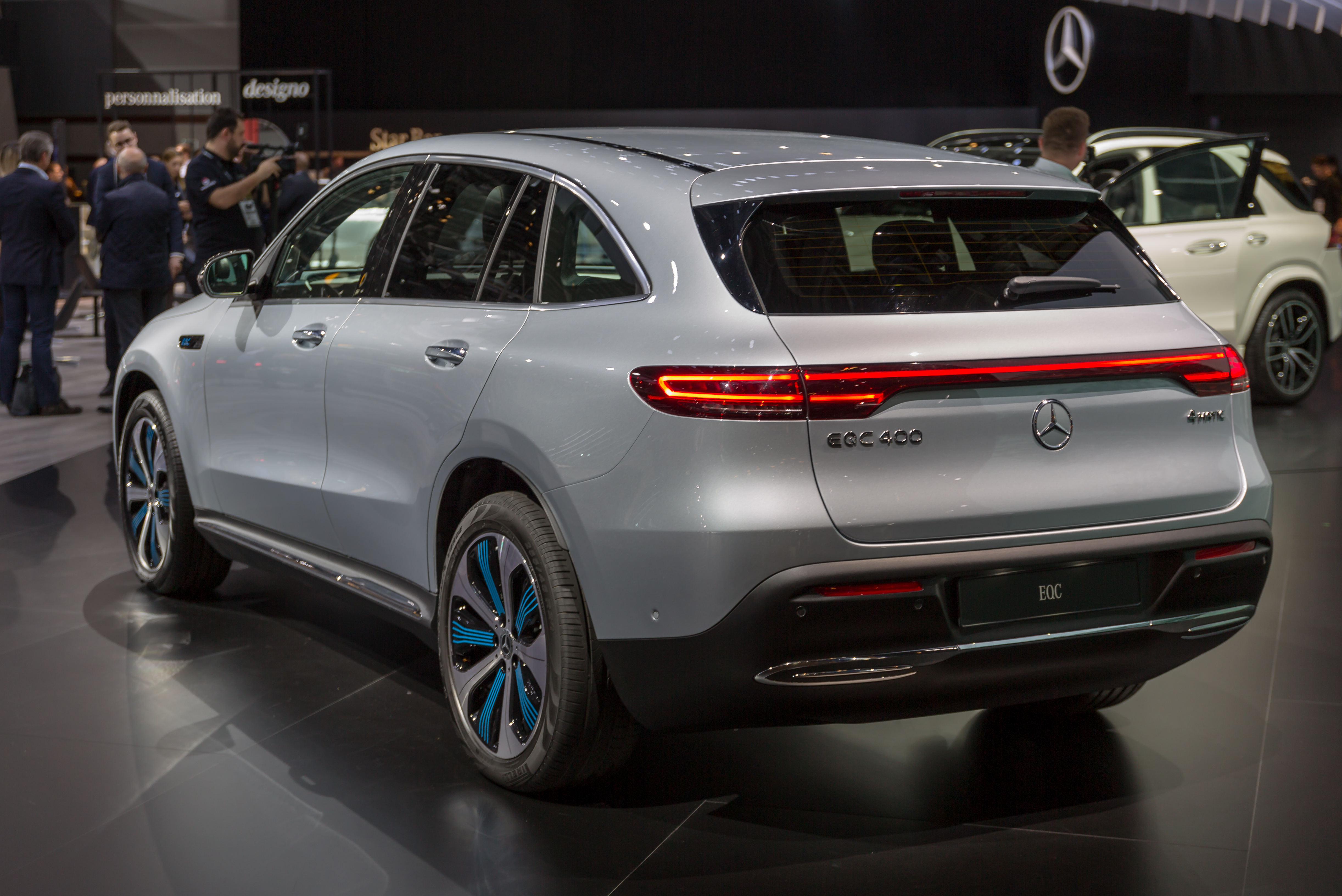
ئی‌کیوسی۴۰۰ ۴ماتیک
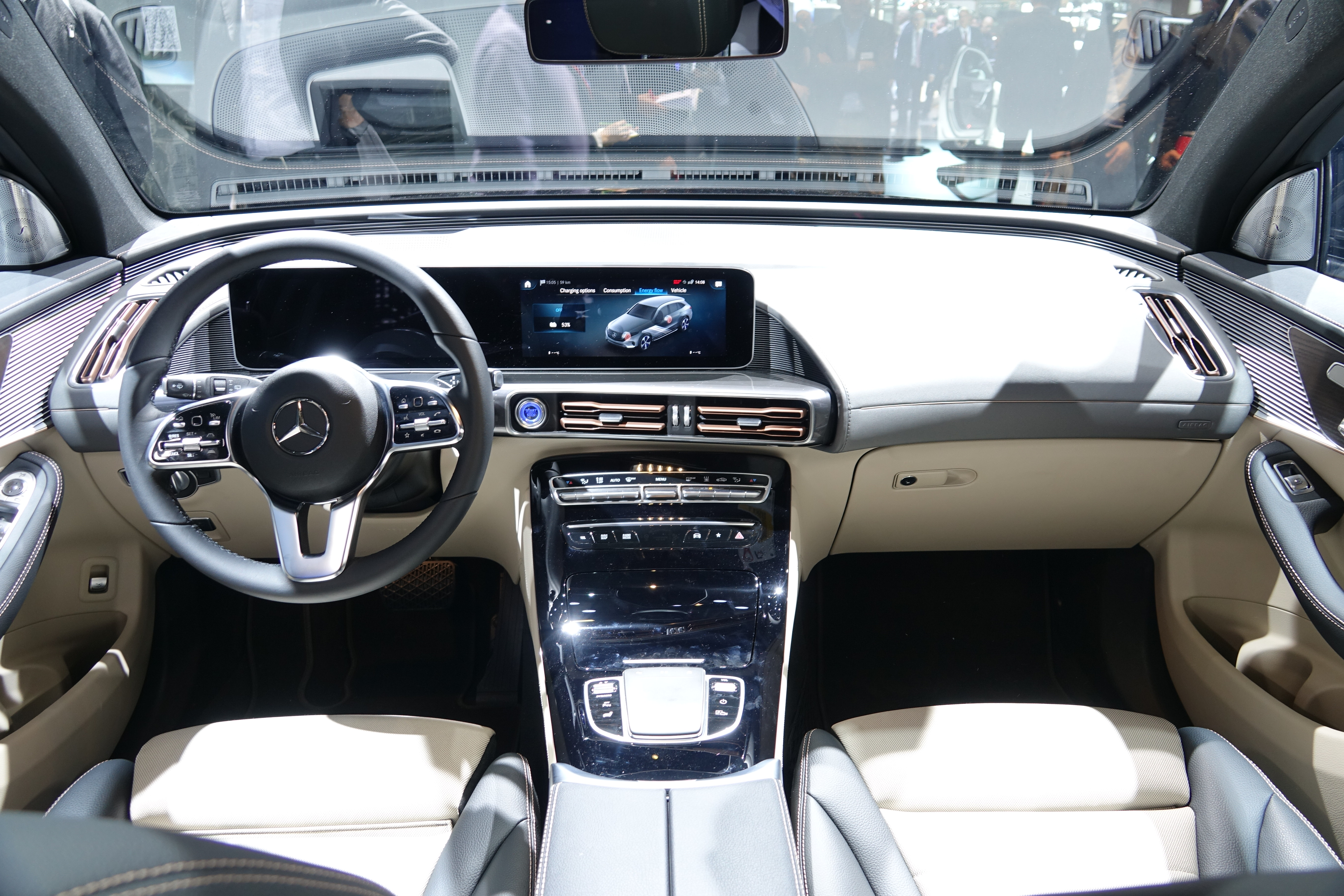
نمای داخلی

## امکانات
امکانات پایهٔ ئی‌کیوسی شامل رینگ‌های آلیاژی ۱۹ اینچی، سیستم جلوگیری از برخورد و دو نمایشگر ۱۰٫۲۵ اینچی در داخل کابین برای مجموعه ابزار و سیستم سرگرمی می‌شود.  تمامی مدل‌های این خودرو دارای رابط‌کاربری مرسدس-بنز (ام‌بی‌یوایکس) هستند که دارای یک دستیار دیجیتال شخصی برای رابط کاربری صوتی است که با گفتن کلمهٔ "Hey Mercedes" فعال می‌شود. این رابط‌کاربری همچنین می‌تواند اطلاعات شارژ و ارقام مصرف انرژی را نمایش دهد. سامانه ناوبری ئی‌کیوسی می‌تواند مسیرهایی را پیشنهاد دهد که شامل ایستگاه‌های شارژ به میزان باتری باقی مانده و… می‌شود.

## مدل‌ها
| مدل                | سال(ها)    | قدرت                       | گشتاور                       | شتاب ۱۰۰–۰ | سرعت نهایی                             | پیمایش                 |
| ------------------ | ---------- | -------------------------- | ---------------------------- | ---------- | -------------------------------------- | ---------------------- |
| ئی‌کیوسی ۴۰۰ ۴ماتیک | ۲۰۱۹–اکنون | ۳۰۰ کیلووات (۴۰۲ اسب بخار) | ۷۶۰ نیوتن متر (۵۶۱ پوند-فوت) | ۵٫۱ ثانیه  | ۱۸۰ کیلومتر بر ساعت (۱۱۲ مایل بر ساعت) | ۴۱۷ کیلومتر (۲۵۹ مایل) |

## ایمنی
مرسدس-بنز ئی‌کیوسی ۲۰۱۹ توانست ۵ ستاره ایمنی را از سازمان یورو ان‌سی‌ای‌پی دریافت کند.
| نتایج آزمون یورو ان‌سی‌ای‌پی           | نتایج آزمون یورو ان‌سی‌ای‌پی | نتایج آزمون یورو ان‌سی‌ای‌پی |
| ----------------------------------- | ------------------------- | ------------------------- |
| مرسدس-بنز ئی‌کیوسی ۴۰۰ ۴ماتیک (۲۰۱۹) |                           |                           |
| آزمون                               | امتیاز                    | %                         |
| کل:                                 | 5/5 ستاره                 | 5/5 ستاره                 |
| سرنشین بالغ:                        | ۳۶٫۶                      | ۹۶%                       |
| سرنشین کودک:                        | ۴۴٫۱                      | ۹۰%                       |
| عابر پیاده:                         | ۳۶٫۲                      | ۷۵%                       |
| کمک ایمنی:                          | ۹٫۹                       | ۷۵%                       |